# Fimleikafélag Hafnarfjörðar (pallamano)
Il Fimleikafélag Hafnarfjörður è una squadra di pallamano maschile islandese con sede a Hafnarfjörður.

## Palmarès

### Trofei nazionali
- Campionato islandese: 17
  - 1955-56, 1956-57, 1958-59, 1959-60, 1960-61, 1964-65, 1965-66, 1968-69, 1970-71, 1973-74
1975-76, 1983-84, 1984-85, 1989-90, 1991-92, 2010-11, 2023-24

- Coppa d'Islanda: 6
  - 1975, 1976, 1977, 1992, 1994, 2019